# Mulobozi
Mulobozi är ett vattendrag i Kongo-Kinshasa som rinner ut i Tanganyikasjön. Det rinner genom provinsen Tanganyika, i den sydöstra delen av landet, 1 600 km öster om huvudstaden Kinshasa.